# James Curtis Hepburn
James Curtis Hepburn (13 Tháng Ba, 1815 – 21 Tháng Chín, 1911) là một vị y sĩ, nhà giáo dục và phiên dịch viên người Hoa Kỳ, hoạt động nhiều qua việc truyền giáo. Ông được biết đến nhiều nhất qua lãnh vực ngôn ngữ học và công trình  soạn cuốn từ điển Nhật-Anh. Tác phẩm đó chuẩn hóa việc dùng romaji trong việc chuyển tự chữ kana. Phương thức của ông sau được biết đến với tên "Hệ thống Hepburn".